# Callidium aeneum
Espèce
Callidium aeneum est une espèce d'insectes coléoptères de la famille des Cerambycidae.

## Distribution
Eurasiatique, de la France à la Chine. Semble en expansion en France.

## Biologie
Les imagos sont visibles d'avril à juillet, on les trouve principalement dans les forêts de montagne, sur les troncs, les bûches. La larve vit sous l'écorce des conifères, parfois aussi sous celle de feuillus.

## Taxonomie
Cette espèce est parfois placée dans le sous-genre Callidium (Callidostola), son nom complet est alors : Callidium (Callidostola) aeneum.
Deux sous-espèces sont connues d'après BioLib (19 janv. 2015) :
- Callidium aeneum aeneum (De Geer, 1775)
- Callidium aeneum longipenne Plavilstshikov, 1940.